# Fluorescentni mikroskop
Fluorescentni mikroskop se uporablja predvsem v celični biologiji in omogoča, da nam preparatov, narezanih z mikrotomom debeline 5-20μm, ni treba obarvati s posebnimi barvili, da bi opazili določene strukture. S FM opazujemo preparate, v katerih so prisotne molekule, ki fluorescirajo. To pomeni, da lahko absorbirajo svetlobo krajših valovnih dolžin (UV, modra, vijolična) in oddajajo svetlobo daljših valovnih dolžin (rumena, rdeča). Svetloba, ki fluorescenco vzbudi je vzbujevalna svetloba. Tisti svetlobi, ki pa jo fluorescentne molekule oddajajo, pa pravimo fluorescenčna svetloba.
Molekule, ki lahko fluorescirajo, so npr. klorofili (klorofil A), karoteni (vitamin A), to je primarna fluorescenca. Če pa je treba strukture obarvati s fluorescentnimi barvili - fluorokromi, pa imamo opravka s sekundarno fluorescenco. 

### Delovanje FM
Vir svetlobe je pri fluorescentnem mikroskopu živosrebrna žarnica (pri navadnem svetlobnem volframova ali halogenska žarnica). Ta ima vlogo, da oddaja oz vzbuja svetlobo nižjih valovnih dolžin. Pri FM uporabljamo princip epifluorescence, kar pomeni, da preparat osvetljujemo od zgoraj, se pravi, da objektiv opravlja naloga kondenzorja in objektiva. Med žarnico in preparatom se nahaja vzbujevalni filter, ki loči tisti del spektra svetlobe, ki ima nižjo valovno dolžino. Med objektivom in okularjem mora biti še zaporni filter, ki zaustavi vzbujevalno svetlobo, saj lahko poškoduje oči (predvsem UV). Med obema filtroma je še posebno zrcalo, ki vzbujevalno svetlobo usmeri nazaj v objektiv, fluorescentno pa v okular. Zaradi zapornega filtra, prihaja v goriščno ravnino okularja samo fluorescentni svetloba, zato je vidno polje temno, vidimo pa le tiste strukture na preparatu, ki fluorescirajo.